# Theater Junge Generation

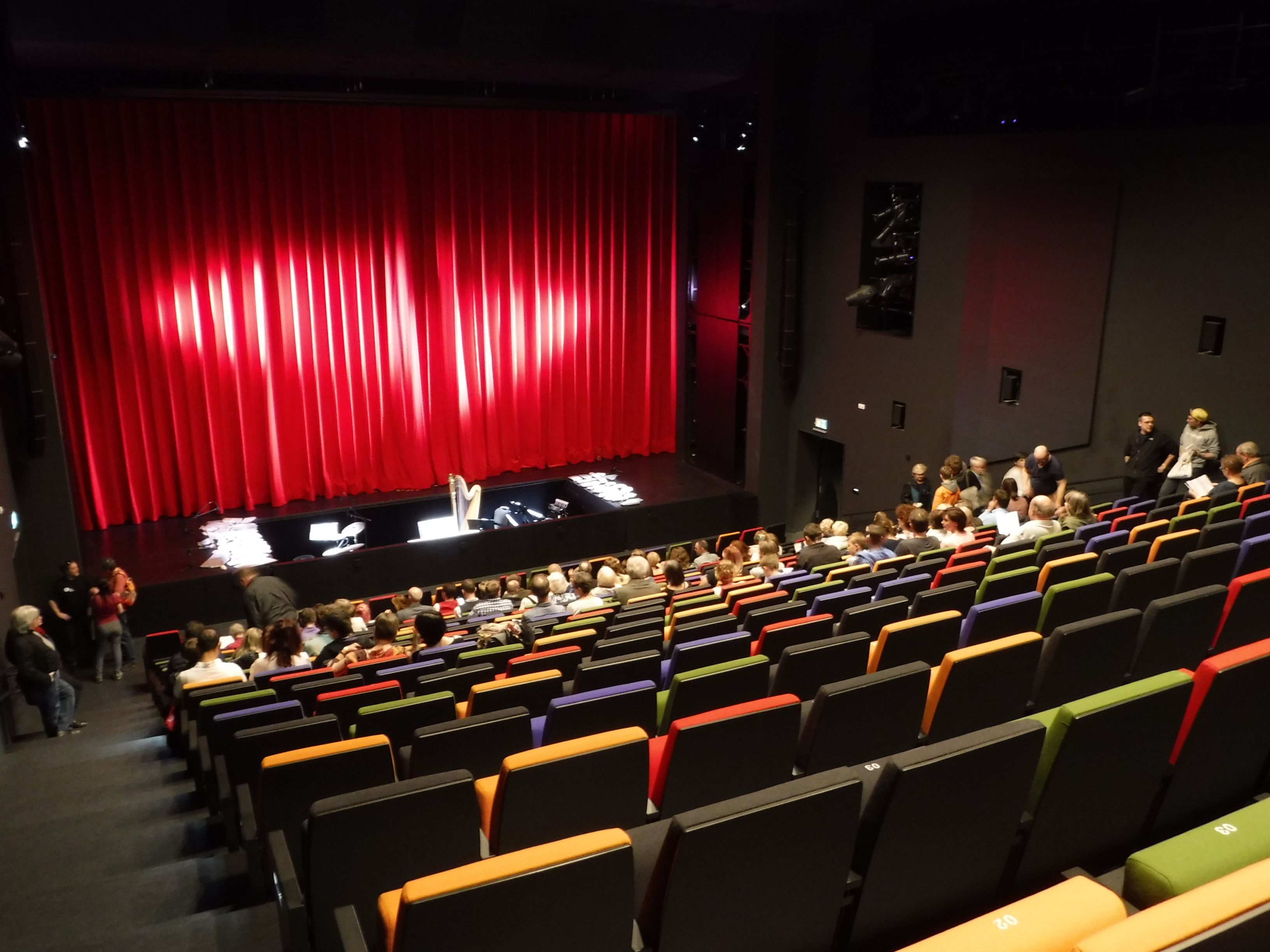
Großer Saal im Kraftwerk Mitte

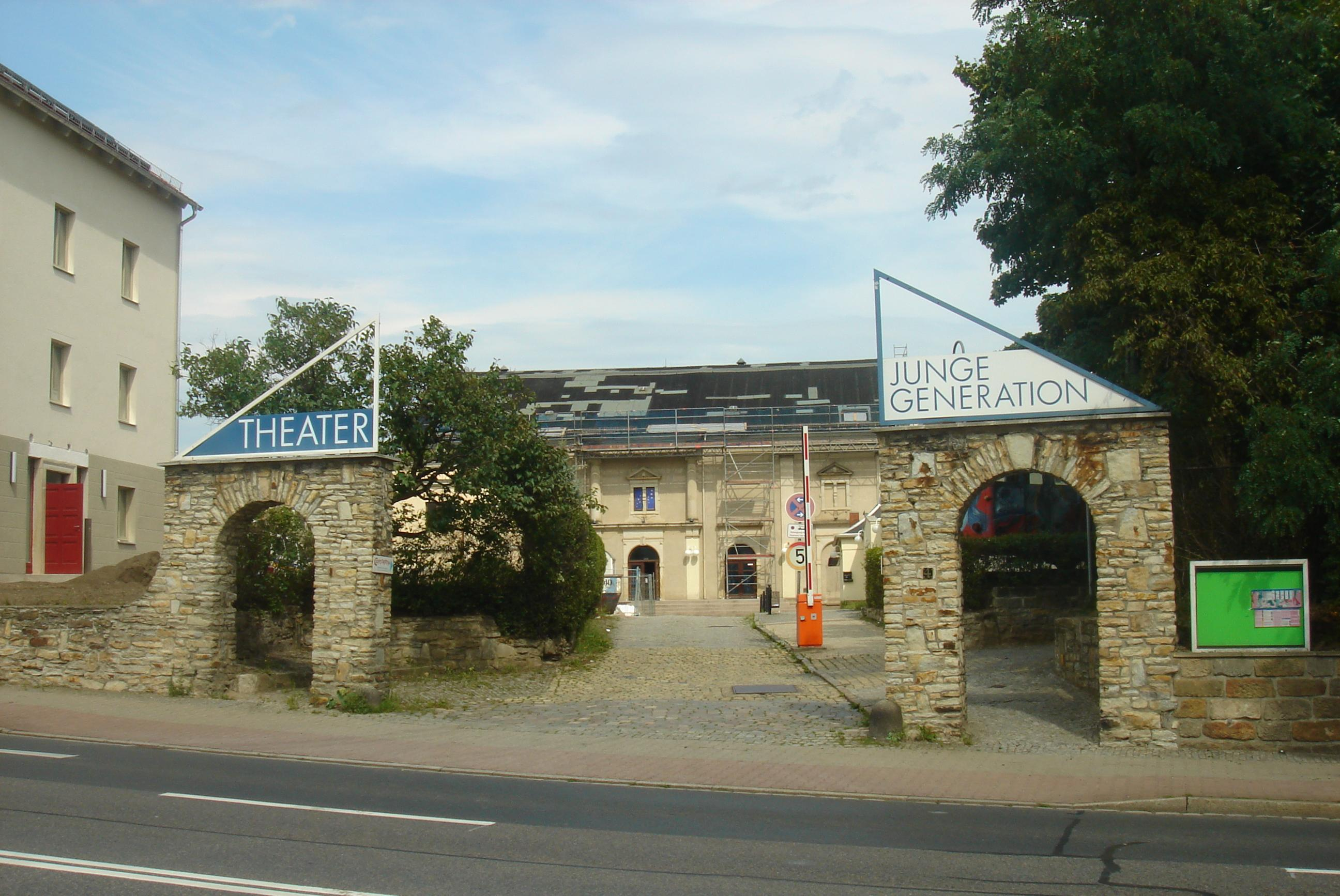
Ehem. Eingangsbereich zum Theater Junge Generation in Cotta

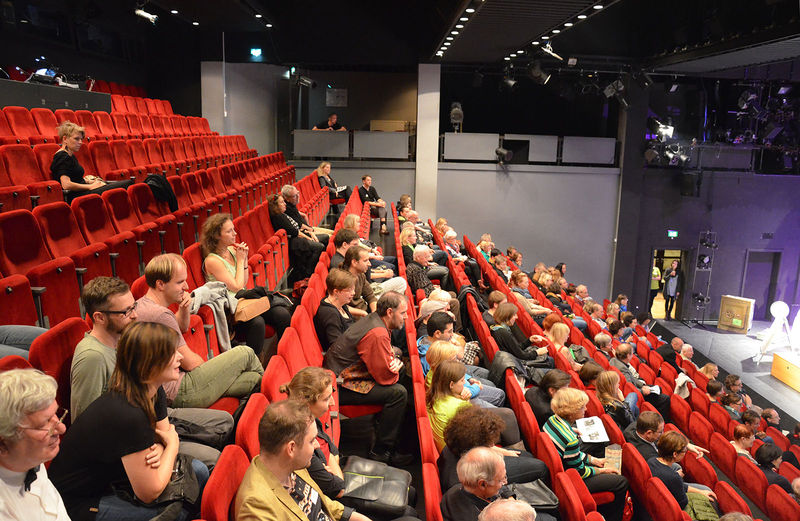
Blick in den ehem. Saal des Theaters in Cotta

Das tjg. theater junge generation (tjg.) ist ein Kinder- und Jugendtheater in Dresden. Wie die Staatsoperette Dresden hat es seit Dezember 2016 seinen Sitz im ehemaligen Kraftwerk Mitte, das seit 2014 zur Kulturstätte umgebaut wurde.
Weiterleitung zum Artikel: Liste der Inszenierungen des Theaters Junge Generation seit der Gründung.

## Geschichte
Das erste Kinder- und Jugendtheater Dresdens wurde 1864 durch Agnes Nesmüller, der Ehefrau des Theaterdirektors Josef Ferdinand Nesmüller, auf der Landhausstraße eröffnet. Es war damit wohl eines der ersten Theater für Kinder weltweit. Dieses Experiment verlief nach etwa zwei Jahren aus finanziellen Gründen im Sand.
Das heutige Theater wurde am 15. Oktober 1949 unter dem Namen Theater Für Kinder, Dresden, Deutsche Volksbühne gegründet und mit dem Stück Tobias Ahoi! von Marie-Louise Kendzia am 11. November 1949 eröffnet. Es befand sich zunächst im Volksvarieté auf der Königsbrücker Straße in der Neustadt, bevor es in das Tanztheater „Constantia“ in Dresden-Cotta zog und dort am 21. April 1950 eröffnete. Am 9. März 1950 wurde das Theater in Theater der Jungen Generation umbenannt.
Am 26. April 1976 zerstörten ein Brand auf der Bühne und die folgenden Löscharbeiten den Zuschauer- und Bühnenraum des TJG. In der Zeit bis Dezember 1979 wirkte es deswegen als Wandertheater.
Seit der Angliederung des Puppentheaters der Stadt Dresden 1997 ist das tjg. das größte Kinder- und Jugendtheater Deutschlands. Im Kalenderjahr 2014 besuchten 93.000 Zuschauer bei einer Auslastung von 87 Prozent die Aufführungen des tjg. theater junge generation. Am 14. Dezember 2016 erfolgte die Eröffnungsgala zusammen mit der Staatsoperette Dresden nach dem Umzug der beiden Theater ins ehemalige Kraftwerk Mitte zwischen Wettiner Platz und Könneritzstraße, das seit 2014 zur Kulturstätte umgebaut wurde.
Das tjg. hat in den Sparten Schauspiel, Puppentheater und Theaterakademie im Kraftwerk Mitte drei Spielstätten mit der großen Bühne mit 350 Plätzen, der kleinen Bühne mit 125 Plätzen und der Studiobühne mit bis zu 200 Plätzen.

## Auszeichnungen
- 2010: Mülheimer KinderStückePreis für Nathans Kinder von Ulrich Hub
- 2017: Theaterpreis des Bundes

## Intendanzen
- Jutta Klingberg (1949–1955)
- Rolf Büttner (1955–1976)
- Gunild Lattmann-Kretschmer (1976–1996)
- Dietrich Kunze (1996–2008)
- Felicitas Loewe (2008–2025)[3]
- Ulrike Leßmann und Mihkel Seeder (ab Spielzeit 2025/2026)[3]